# Cattedrale di Lapua
La cattedrale di Lapua (in finlandese: Lapuan tuomiokirkko) è la cattedrale luterana evangelica di Lapua, in Finlandia, ed è la sede della diocesi di Lapua.

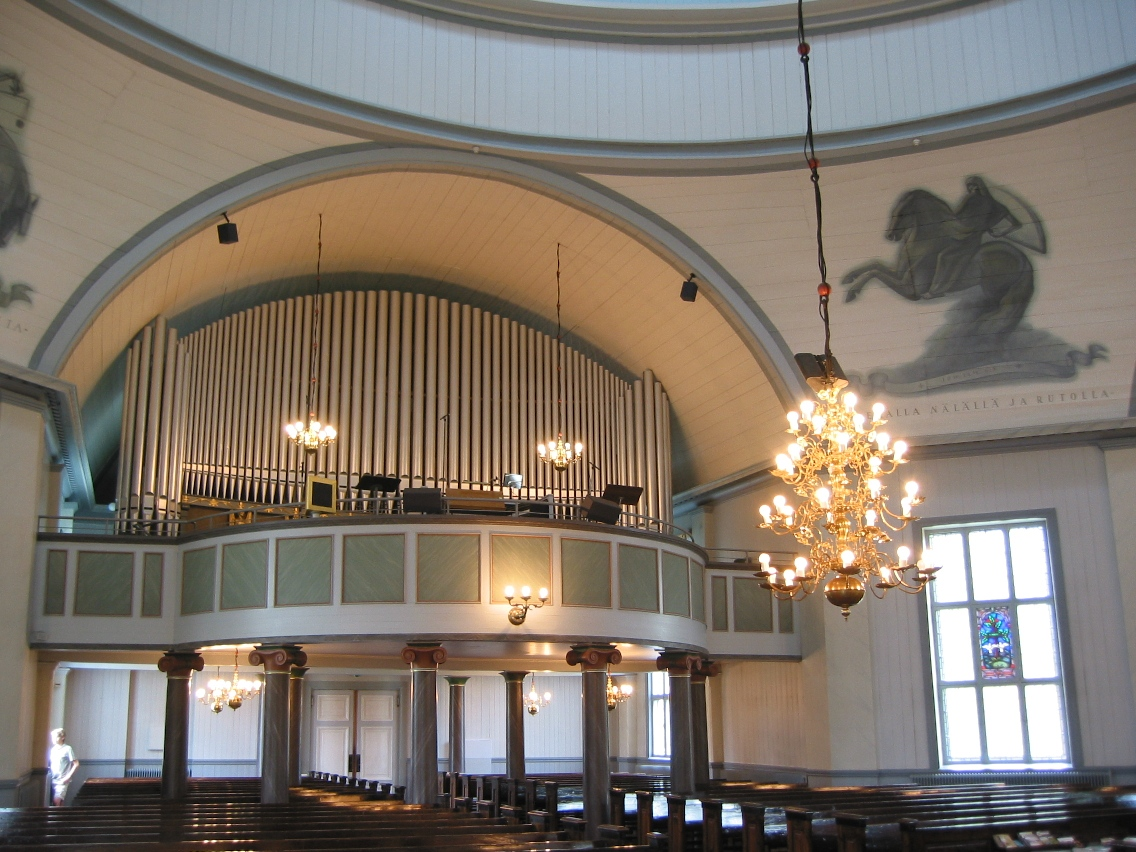
L'organo della cattedrale

## Storia
La cattedrale è stata progettata nel 1824 da Carl Ludwig Engel e completata nel 1827 dall'architetto Heikki Kuorikoski. La cattedrale, costruita in legno, è stata realizzata in pianta a croce con una cupola e un campanile isolato. I dipinti del soffitto rappresentano motivi biblici e le vetrate sono di Paavo Leinonen. La pala d'altare è opera di Berndt Godenhjelm e risale al 1845.
La cattedrale ospita il più grande organo della Finlandia, dotato di quattro tastiere, 88 registri e 6.666canne.